# لين ريتشاردسون (منافس ألعاب قوى)
لين ريتشاردسون (بالإنجليزية: Len Richardson)‏ هو منافس ألعاب قوى جنوب أفريقي، ولد في 14 يوليو 1881 في هايغيت في المملكة المتحدة، وتوفي في 14 مايو 1955 في جوهانسبرغ في جنوب أفريقيا.

## وصلات خارجية
- لين ريتشاردسون على موقع أوليمبيديا (الإنجليزية)